# 乌尔里希·罗特
乌尔里希·罗特（德語：Ulrich Roth，1962年2月15日—），德国男子手球运动员。他曾代表西德参加1984年夏季奥林匹克运动会手球比赛，获得一枚银牌。

## 家庭
孪生兄弟米夏埃尔·罗特。